# Eddie the Head

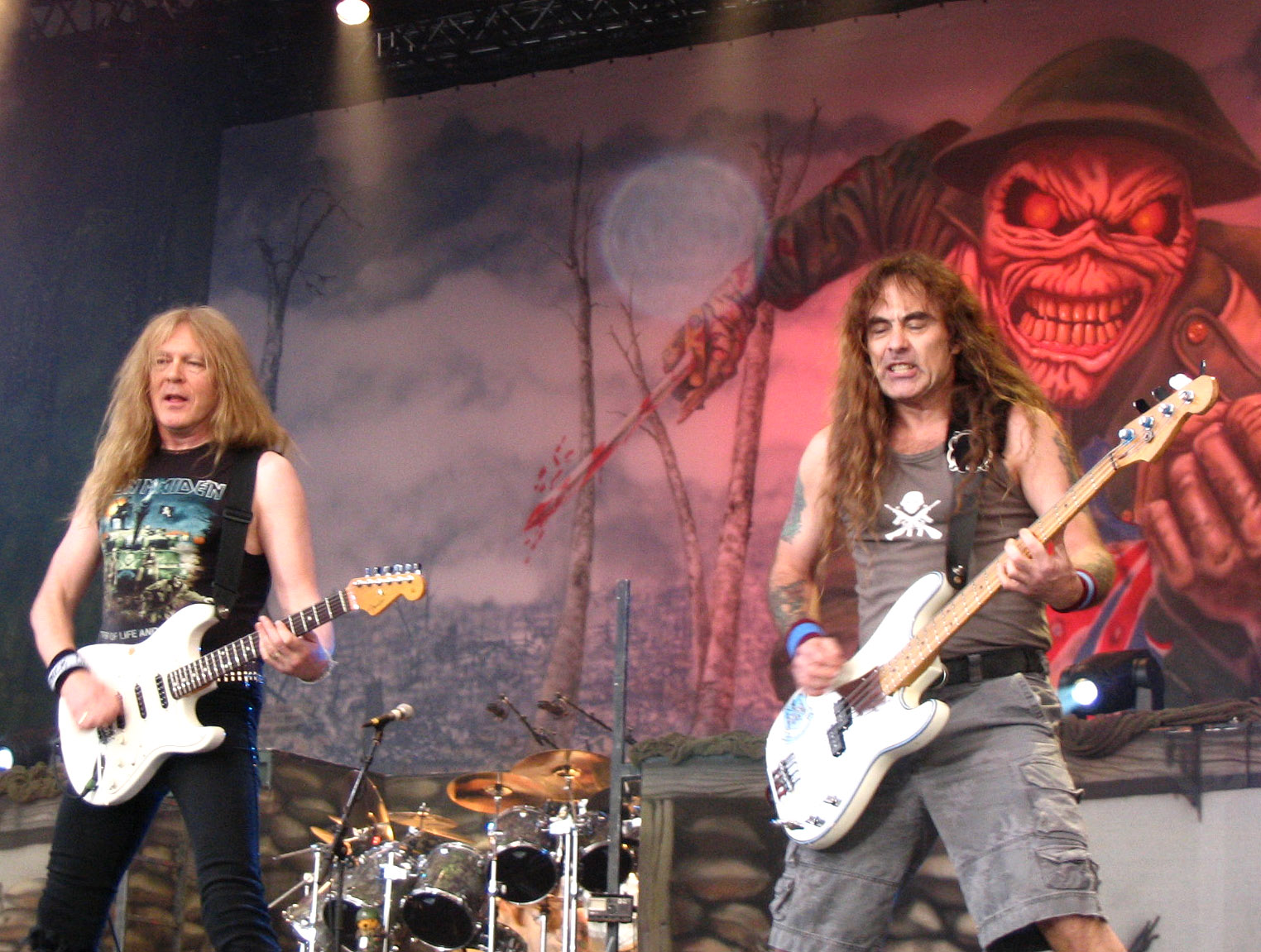
Eddie the Head bakom Gers och Harris

Eddie the Head, Eddie, Edward The Head eller Edward T.H. är den brittiska hårdrocksgruppen Iron Maidens maskot ända sedan starten 1975. I början var det bara en mask gjord i papier maché, avgjuten av Iron Maidens dåvarande ljus- och scentekniker Dave Lights. Ur dess mun sprutade både röd rök och i slutet på spelningarna även låtsasblod under låten "Iron Maiden". Senare kom en version av Eddie i glasfiber. Eddie var med på Iron Maidens andra skiva, singeln "Running Free" från 1980 men då såg man inte hans ansikte. Efter det har han varit med på alla album och singlar, utom singeln "Wasting love". Derek Riggs har ritat Eddie ända fram till albumet Fear of the Dark från 1992, som ritades av Melvyn Grant.
Eddie är med i First person shooter-spelet Ed Hunter från 1999 och som en karaktär i spelet Tony Hawk's Pro Skater 4 från 2002.

## Kuriosa
Den tjeckiske ishockeymålvakten Roman Turek använde under åren han spelade i NHL Eddie the Head på alla sina masker i alla lag han spelade för (Dallas Stars, St. Louis Blues och Calgary Flames).